# Ferdinandstraße 11 (Mönchengladbach)

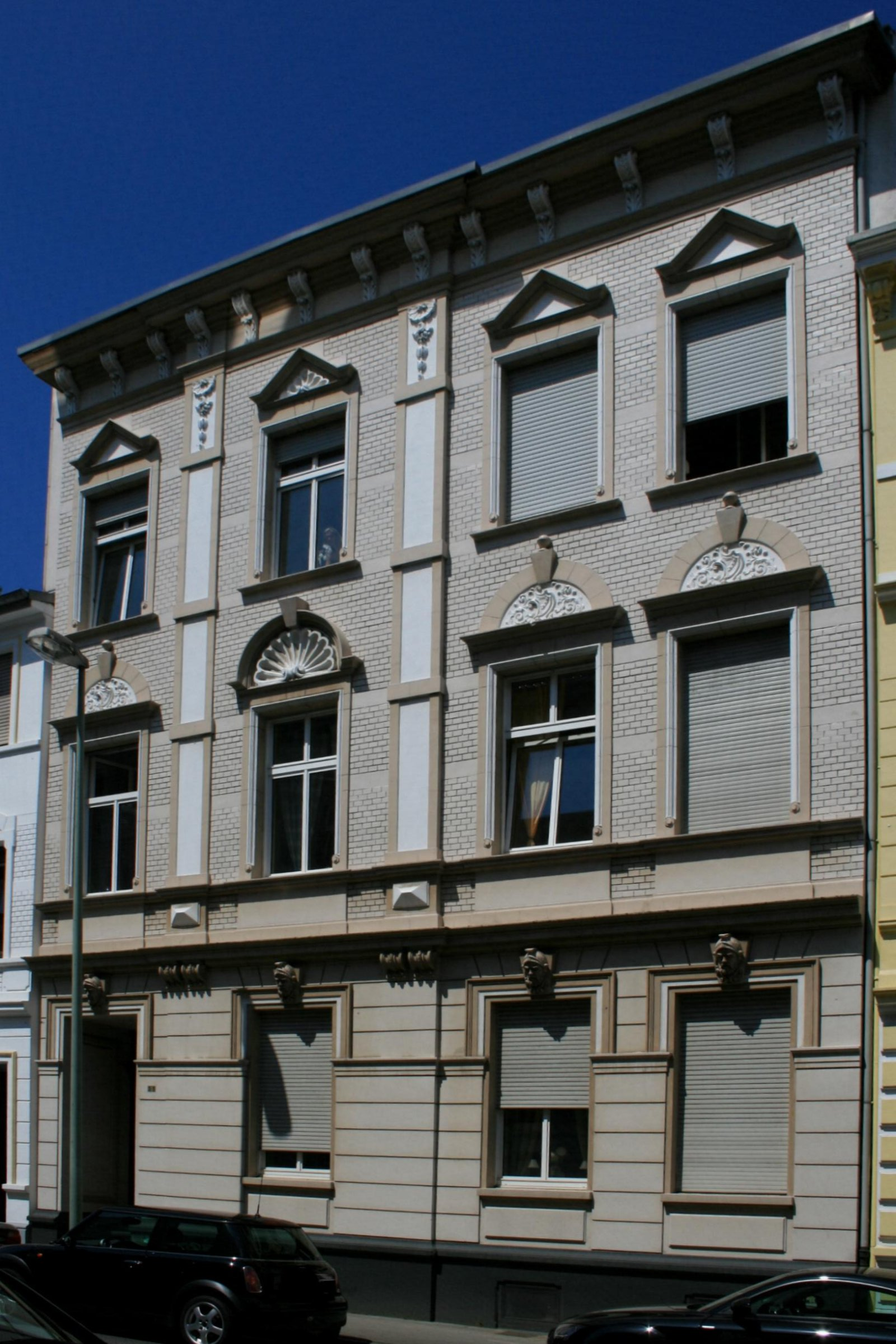
Wohnhaus (2010)

Das Wohnhaus Ferdinandstraße 11 steht im Stadtteil Gladbach in Mönchengladbach (Nordrhein-Westfalen).
Das Gebäude wurde um die Jahrhundertwende erbaut. Es ist unter Nr. F 002 am 4. Dezember 1984 in die Denkmalliste der Stadt Mönchengladbach eingetragen worden.

## Architektur
Bei dem Objekt handelt es sich um ein dreigeschossiges Wohnhaus mit vier Fensterachsen und Satteldach, welches um die Jahrhundertwende errichtet wurde.